# X Ambassadors

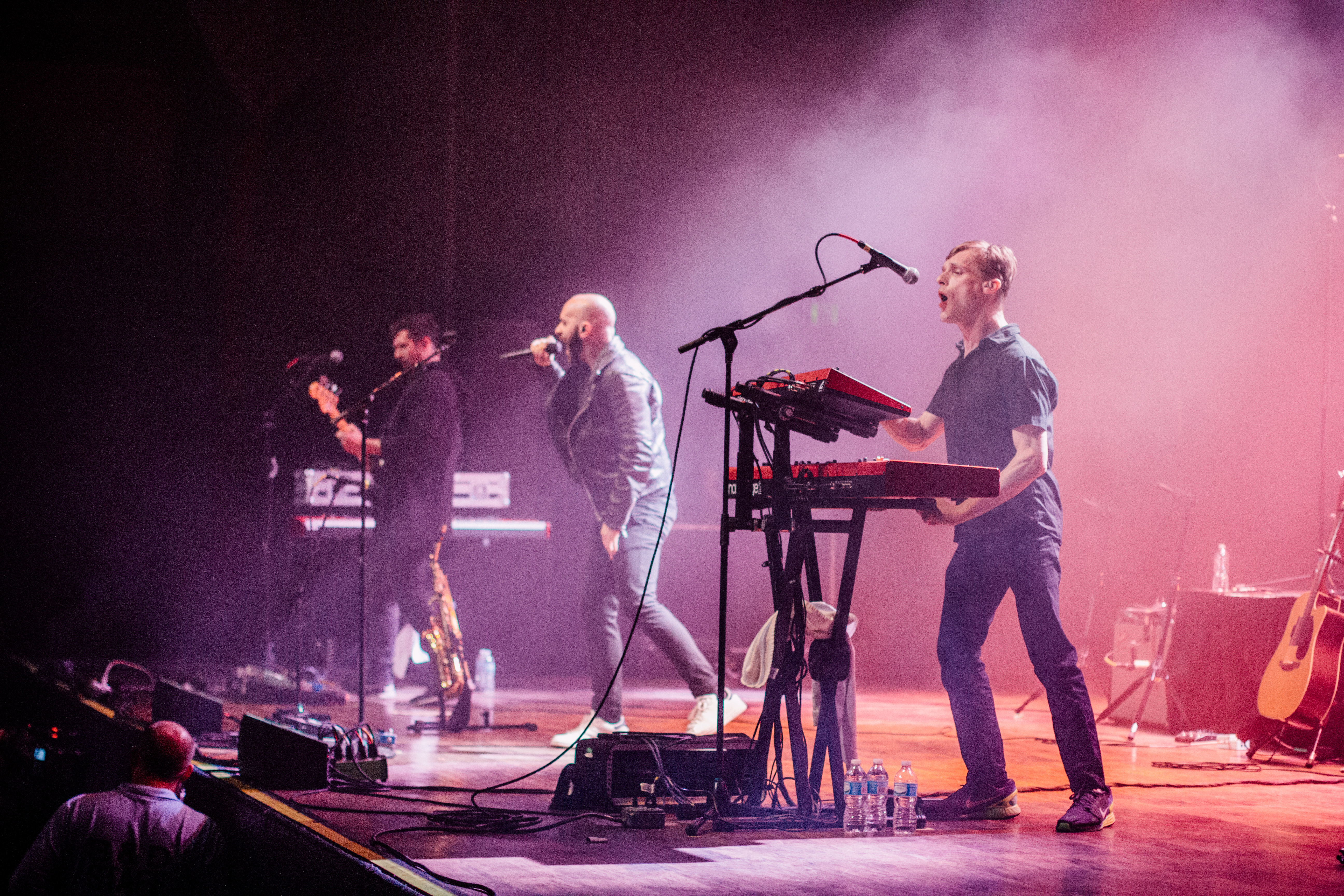

X Ambassadors ( prescurtat XA) este o trupă de rock alternativ din Ithaca, New York. Trupa a avut hit-uri precum "Unconsolable", "Jungle" și "Renegades". Albumul complet de debut al trupei, intitulat VHS, a fost lansat pe 30 iunie 2015.

## Istoria

### 2009-12:Ambasadorss EPșiLitost
X Ambassadors a început ca o trupă intitulată simplu Ambassadors, care concerta ca artiști precum Lights. În acest timp , membrii trupei și-au pregătit primul album, numit ET și videoclipul single-ului Tropisms. La scurt timp după, trupa a lansat albumul LP,  care a inclus piesa "Litost", piesă folosită la coloana sonoră a filmului Gazdă. Trupa a semnat în 2012 un contract cu SONGS Music Publishing. Trupa a început să lucreze cu  Kickstarter  pentru a înregistra videoclipul piesei "Unconsolable," piesă întregistrată mai târziu. "Unconsolable" a fost inclusă în albumul Love Sings Drug Songs EP. Grupul a fst contactat de către Imagine Dragons în timp ce solistul Dan Reynolds era internat în spitalul din Norfolk, Virginia. Reynolds a auzit  versiunea acustică a piesei "Unconsolable"  și-a cerut casei de discuri Interscope să semneze cu trupa, cât mai curând posibil.

### 2013-14:Love Songs Drug Songs EP and The Reason EP
X Ambassadors a lansat albumul EP, Love Songs Drug Songs în 2013. EP include și track-ul Stranger scris de Dan Reynolds. În promovarea EP au fost sprijiniți de Imagine Dragons, Jimmy Eat World si Mowglis. În 2014, trupa a lansat a doua parte a EP, The Reason. 

## Influențe
Într-un interviu acordat lui Caitlin White, X Ambassadors s-au declarat ca fiind o trupă rock care a preluat câteva influențe asociate trupelor de indie Ei fac referire la Incubus și Red Hot Chili Peppers, trupe de la care s-au inspirat. 

## Membrii
X Ambassadors este formată din patru membrii: Sam Harris (voce, chitară, saxofon), Casey Harris (keyboard), Noah Feldshuh (chitară) și Adam Levin (baterie).
Sam Harris și Casey Harris sunt frați, și s-au împrietenit cu Feldshuh de la grădiniță, în Ithaca. Sam s-a intalnit cu Levin în timp ce studia la New School în New York City, în anul 2006.

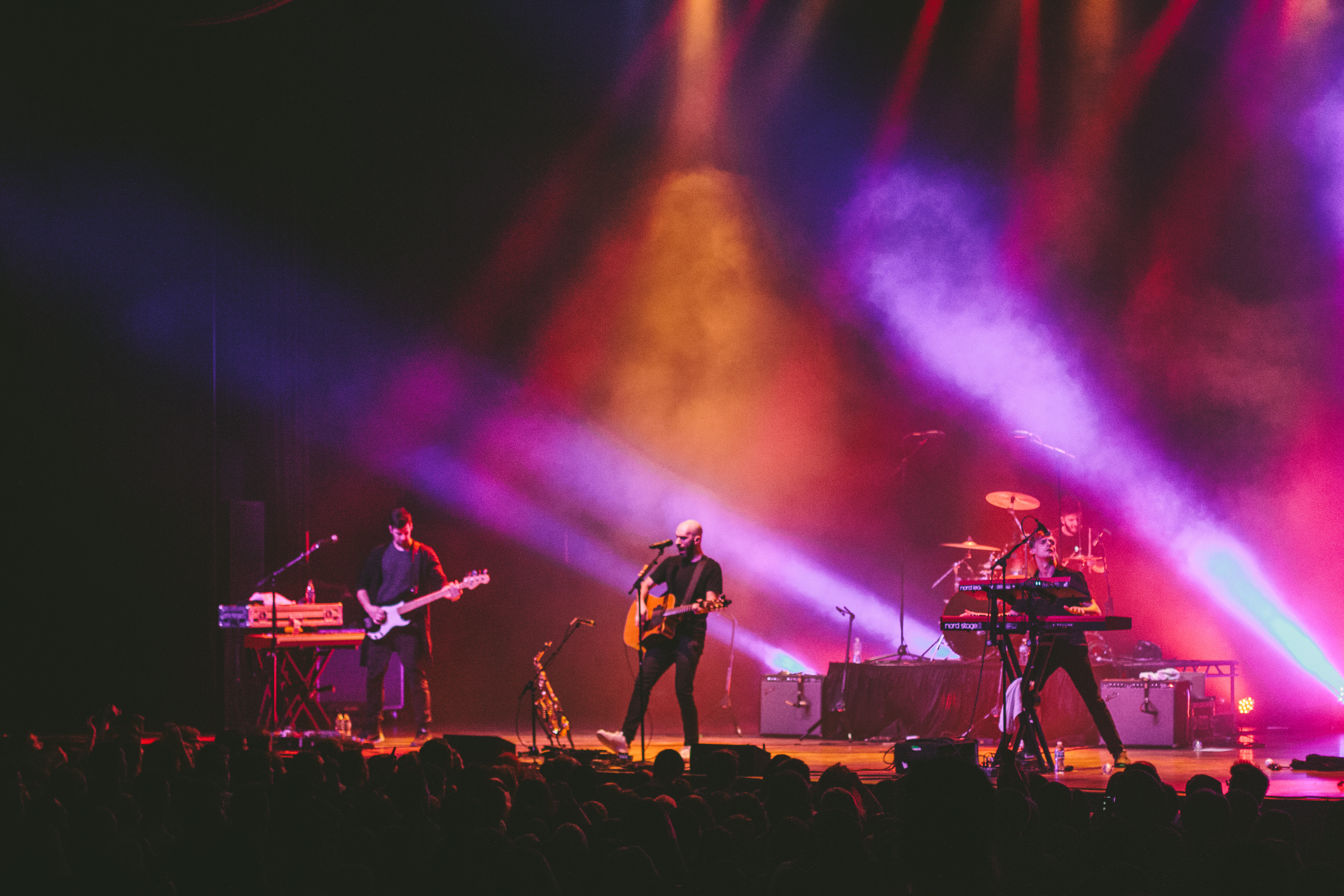
X Ambassadors

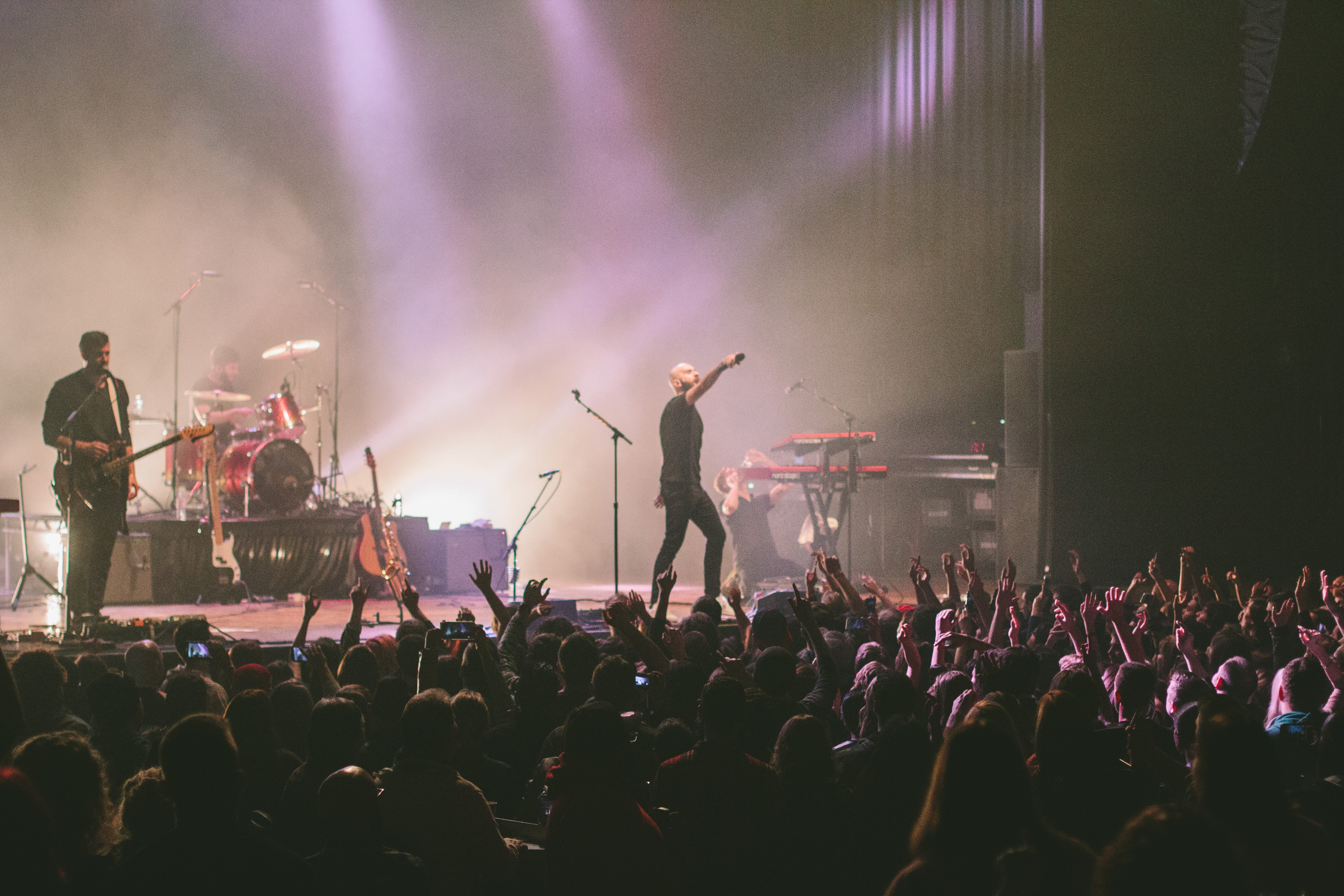

Casey Harris este orb din naștere.

## Legături externe
- Site web oficial